# キャサリン・タイ
キャサリン・チ・タイ（英語: Katherine C. Tai、1974年3月18日-）は、アメリカ合衆国の弁護士。下院歳入委員会では主席法律顧問を、ジョー・バイデン政権においては通商代表を務めた。

## 出自と教育
タイはコネチカット州で生まれた後、ワシントンD.C.で育ち、シドウェルフレンズスクールに通った。両親はいずれも中国本土で生まれ、台湾で育った後に米国に移住している。タイはイェール大学で歴史の学士号を取得して卒業したあとに、ハーバード・ロー・スクールで法務博士号を取得した。その後、中国の中山大学で、イェール中国協会のフェローとして2年間英語を教えていた。

## キャリア

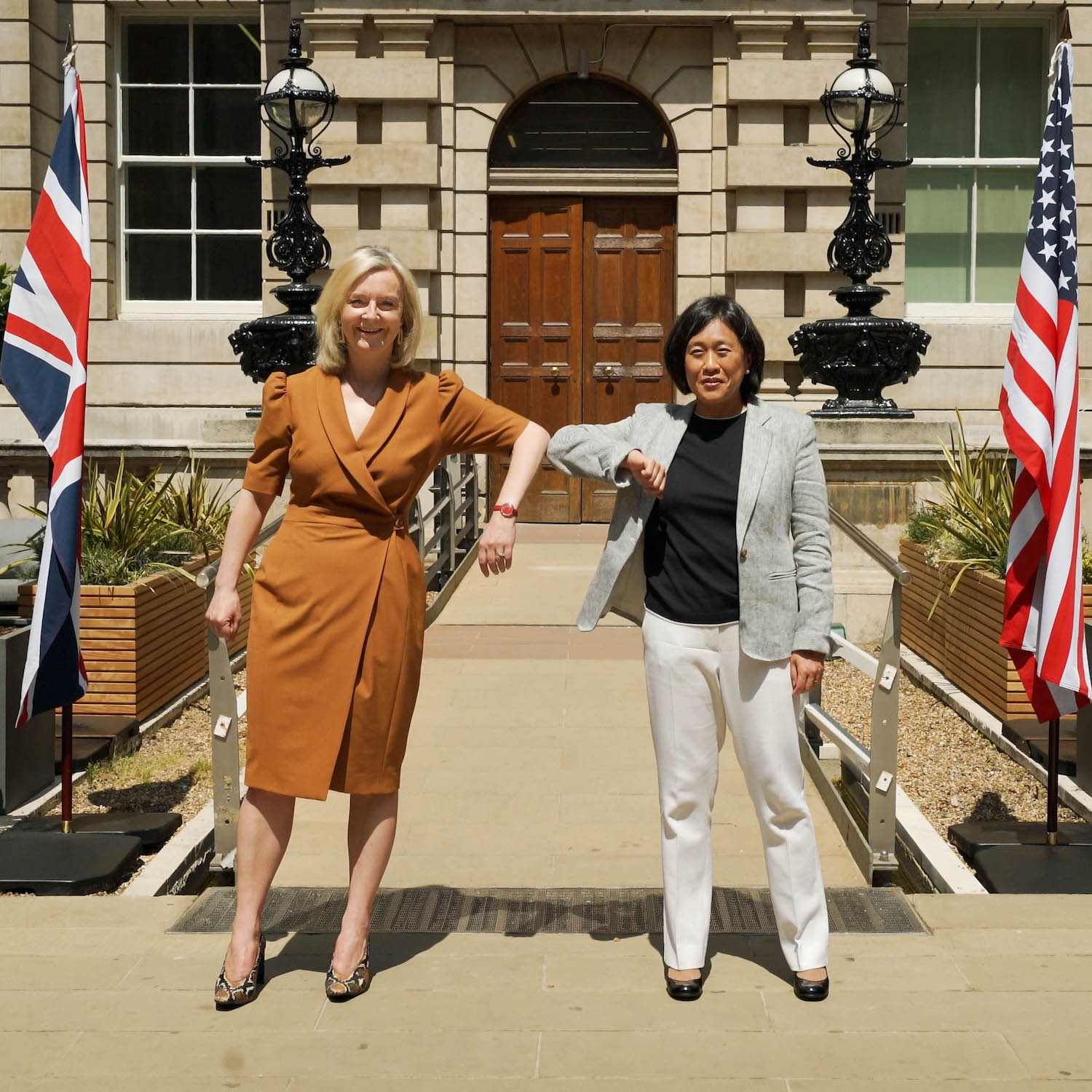
イギリスのリズ・トラス国際貿易大臣と（2021年6月16日）

2007年から2014年まで通商代表部の法律顧問を務め、特に2011年から退職するまでは、中国貿易についてのエンフォースメント(ルールの実効性担保)に関する首席顧問となった。法律顧問室では、タイはWTOでの貿易事件に取り組んだ。2014年には下院歳入委員会の法律顧問となり、2017年には主席法律顧問に任命された。
下院歳入委員会の在籍中、タイは米国-メキシコ-カナダ協定(USMCA)に関するトランプ政権と下院との交渉でより強力な労働条項を提唱し、重要な役割を果たした。また、中国との通商問題にも精通しており、AP通信はタイを「貿易政策に関する問題解決の現実主義者」と評している。
2020年12月10日にジョー・バイデン次期大統領より通商代表に指名され、2021年3月17日に上院の本会議において人事案が全会一致で承認。翌18日に就任宣誓を行い着任した。

### 通商代表として
2022年11月18日、中国の王文濤商務部長との間で会談。経済貿易上の問題などについて協議。

## 私生活
タイは北京語を堪能に話すという。